# Terapia intensiva neonatale

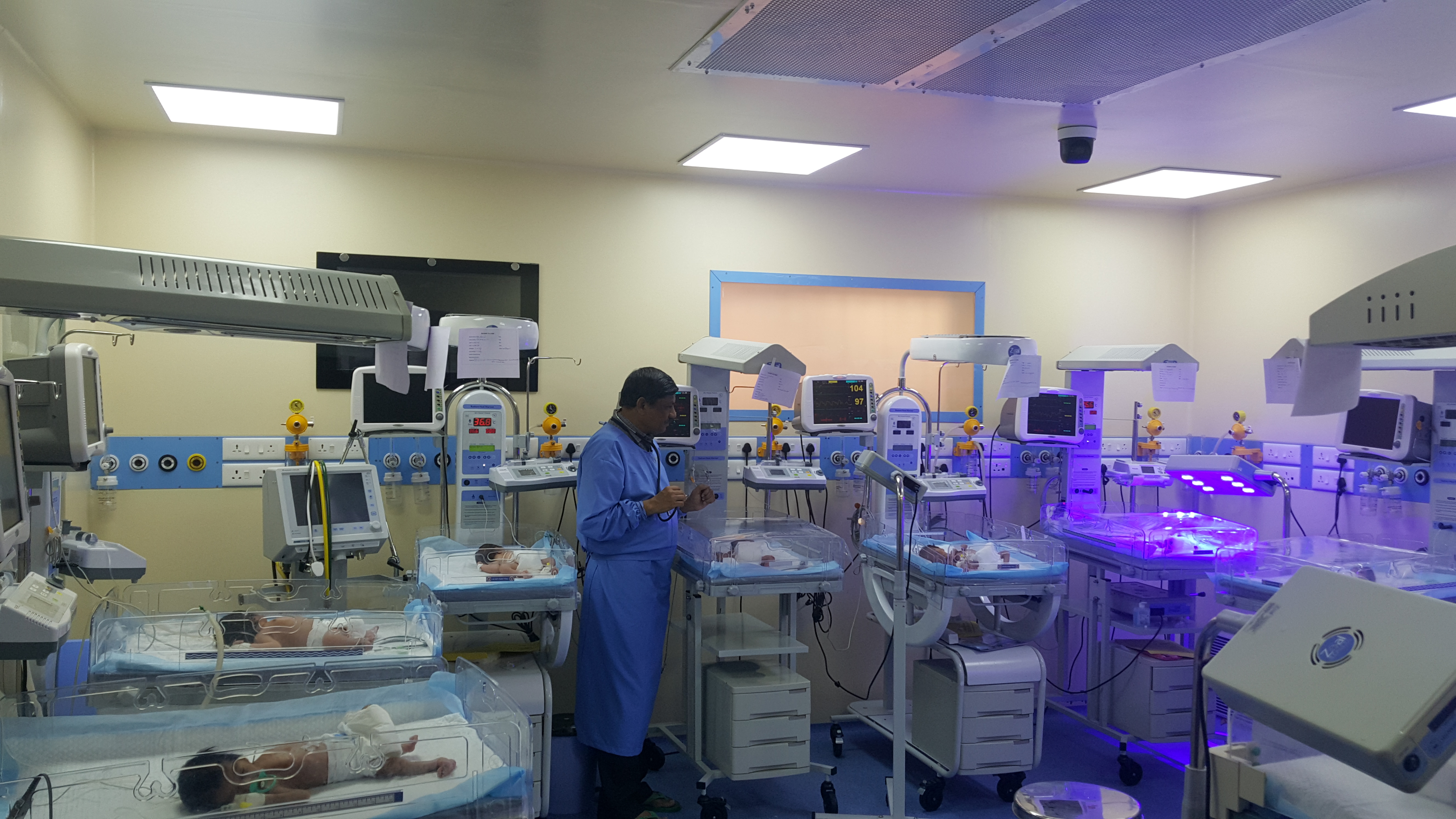
Moderna unità di terapia intensiva neonatale

L'unità di terapia intensiva neonatale (solitamente abbreviata in UTIN o più semplicemente TIN), è un reparto ospedaliero che garantisce cure di tipo intensivo e sub-intensivo rivolte a pazienti pediatrici in condizioni critiche, di norma neonati, ovvero bambini con età inferiore ai 30 giorni, dopo parto pretermine o che successivamente alla nascita presentano complicanze di tipo congenito o gravi patologie che ne costituiscono pericolo per la vita.
Vista l'alta specializzazione e complessità di cure le TIN sono collocate in strutture con presenza di unità di ostetricia-ginecologia e di neonatologia e in strutture dotate di unità di chirurgia, cardiologia, radiologia, centro emotrasfusionale, anatomia patologica, terapia intensiva/rianimazione e in cui siano attivi collegamenti funzionali per consulenze di cardiochirurgia, neurochirurgia, chirurgia pediatrica, oculistica, ortopedia, otorinolaringoiatria, neurologia, psichiatria, chirurgia plastica, neuropsichiatria infantile, genetica medica, riabilitazione. Vista la necessità del collegamento o presenza di altre unita operative complesse, le TIN vengono ubicate all'interno di ospedali sede di DEA di I e II Livello, Aziende Ospedaliere di Rilievo Nazionale e Alta Specializzazione o Istituti IRCCS.
È possibile la presenza di una TIN in strutture senza unità di ostetricia e ginecologia se situata in ospedali di elevata specializzazione pediatrica.
Sono spesso utilizzate tecnologie e apparecchiature complesse come l'utilizzo di incubatrice neonatale, lampade e sistemi di fototerapia per il trattamento dell'iperbilirubinemia, ventilatori meccanici polmonari e sistemi di monitoraggio dei pazienti anche di tipo invasivo, di conseguenza le TIN hanno un budget operativo maggiore rispetto a molti altri dipartimenti all'interno dello stesso ospedale.

## Intensivo e sub-intensivo

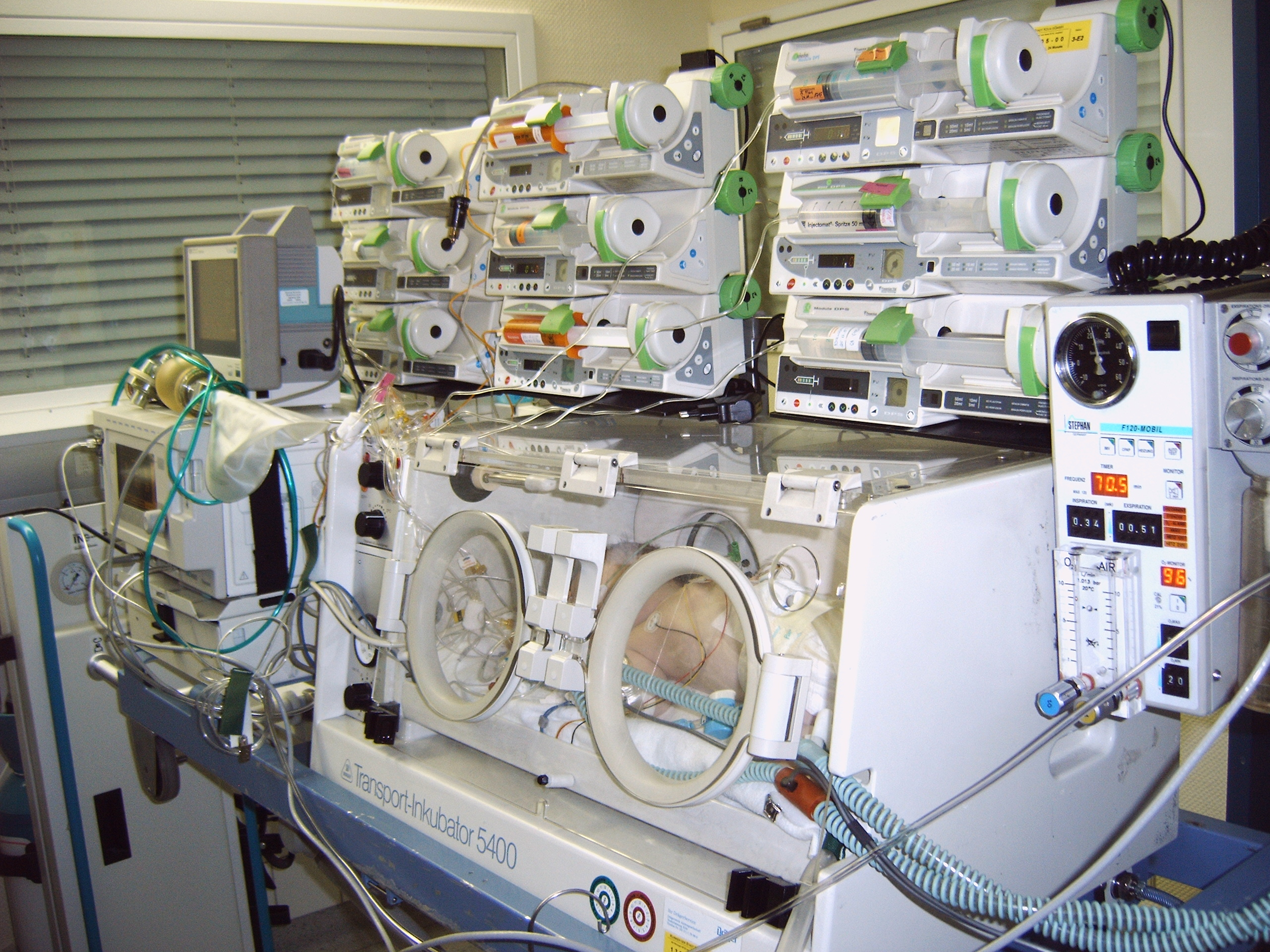
Incubatrice di trasporto impiegata per il trasferimento intensivo protetto neonatale: si noti la numerosa presenza di pompe-siringa infusionali, presidi essenziale in terapia intensiva neonatale.

Di norma la TIN viene differenziata in due aree separate: cure intensive e sub-intensive (talvolta è presente anche l'area dedicata a "cure minime").

### Intensivo
I posti di tipo intensivi sono dedicati all'assistenza del neonato affetto da grave patologia o estremamente pretermine, a rischio di vita o di complicanze importanti. Si tratta di neonati che, per le loro caratteristiche, richiedono un'elevata intensità di cura, (assistenza respiratoria mediante ventilazione meccanica invasiva e non invasiva, ipotermia con “cool cap” del neonato con grave asfissia neonatale, trattamento con ossido nitrico dei neonati con grave ipertensione polmonare, monitoraggio continuo dei parametri vitali, inserzione di cateteri in vena centrale, nutrizione parenterale, nutrizione enterale continua o per gavage, terapie farmacologiche di vario tipo). In questa area ci si avvale di attrezzature ad alta tecnologia e di un approccio assistenziale medico-infermieristico di tipo intensivo.

### Sub-intensiva
Questa sezione ospita neonati provenienti dalla sezione intensivistica che non necessitano più di cure intensive o ventilazione meccanica polmonare ma di monitoraggio continuo dei parametri vitali. In questa sezione il neonato perfeziona le sue competenze nutrizionali nella suzione al seno o al biberon, completando la crescita ponderale idonea alla dimissione. Il genitore inoltre affina le conoscenze necessarie alla gestione a casa del proprio piccolo. Si tratta quindi di posti letto d'osservazione post-intensiva predimissione, talvolta occupati anche per periodi abbastanza lunghi (es. 1 mese) da neonati di tutti i tipi, anche ex gravemente pretermine, che stazionano con le mamme per prepararsi prudentemente e con sicurezza alla dimissione.